# Furholm (södra Vårdö, Åland)
Furholm med Träskholm är en ö i Åland (Finland). Den ligger i Skärgårdshavet och i kommunen Vårdö i landskapet Åland, i den sydvästra delen av landet. Ön ligger omkring 26 kilometer öster om Mariehamn och omkring 250 kilometer väster om Helsingfors.
Öns area är 1,08 kvadratkilometer och dess största längd är 2,7 kilometer i sydväst-nordöstlig riktning. Ön höjer sig omkring 20 meter över havsytan.

## Delöar och uddar
- Furholm 60°10′34″N 20°24′11″Ö / 60.17608°N 20.40314°Ö
- Träskholm 60°11′07″N 20°24′31″Ö / 60.1853°N 20.40864°Ö
- Kalskär 60°11′23″N 20°24′55″Ö / 60.1898°N 20.41541°Ö (udde)
- Finnberget 60°10′50″N 20°24′54″Ö / 60.1806°N 20.4149°Ö (udde)
- Furholms revet 60°10′37″N 20°23′42″Ö / 60.17698°N 20.39495°Ö (udde)